# Quadrille d'amour (film, 1956)
Pour les articles homonymes, voir Quadrille d'amour et Anything Goes.
Pour plus de détails, voir Fiche technique et Distribution.
Quadrille d'amour (titre original : Anything Goes) est un film musical américain en Technicolor réalisé par Robert Lewis, sorti en 1956.
Bien que portant le titre de la comédie musicale homonyme de Cole Porter, Guy Bolton et P.G. Wodehouse, déjà portée au cinéma en 1936, ce film n'a presque rien en commun avec l'œuvre originale, sauf l'intégration de quelques chansons.

## Synopsis
Deux vedettes américaines préparent un nouveau spectacle, et, pendant un voyage en Europe, recrutent chacun séparément - l'un à Londres, l'autre à Paris - une vedette féminine. Pendant le voyage de retour vers les États-Unis, les deux hommes ne savent comment résoudre le dilemme.

## Fiche technique
- Titre : Quadrille d'amour[1]
- Titre original : Anything Goes
- Réalisation : Robert Lewis
- Scénario : Sidney Sheldon, Howard Lindsay
- Chef opérateur : John F. Warren
- Montage : Frank Bracht
- Photographie : John F. Warren
- Musique : Nick Castle, Joseph J. Lilley, Van Cleave
  - Musique originale : Van Cleave (non crédité), Cole Porter
- Producteur : Robert Emmett Dolan
- Société de distribution : Paramount Pictures
- Format : couleur (Technicolor)  - 1.85:1 - son : Mono (Western Electric Noiseless Recording)
- Pays de production : États-Unis
- Genre : Comédie musicale
- Durée : 106 minutes
- Dates de sortie :
  - États-Unis : 13 avril 1956
  - France : 22 mars 1957

## Distribution
- Bing Crosby : Bill Benson
- Donald O'Connor : Ted Adams
- Mitzi Gaynor : Patsy Blair
- Zizi Jeanmaire créditée simplement "Jeanmaire" au générique : Gaby Duval
- Phil Harris : Steve Blair
- Kurt Kasznar : Victor Lawrence
- Richard Erdman : Ed Brent
- Walter Sande : Alex Todd
- Archer MacDonald : Otto
- Argentina Brunetti : Suzanne
- James Griffith : Paul Holiday
- Alma Macrorie : la baronne française
- Jean Del Val (non crédité) : le bagagiste français